# Amir Ghalenoei
Amir Ghalenoei, per. امیر قلعه‌نویی (ur. 9 lipca 1964 w Teheranie) – irański piłkarz, obecnie trener drużyny Sepahan Isfahan.

## Kariera piłkarska
Amir Ghalenoei jest wychowankiem klubu Rah Ahan Rej. Potem grał w drużynach Szahin Teheran, Al-Sadd i Esteghlal, z którym jako piłkarz święcił największe triumfy. W sezonie 1989/1990 został mistrzem kraju, zajmując pierwsze miejsce w Iran Premier Football League. W 1990 był zwycięzcą Azjatyckiej Ligi Mistrzów. Rok później jego drużyna okazała się najlepsza w rozgrywkach Ligi Teheranu, a w 1994 triumfował w Superpucharze Teheranu. Jego ostatnim sukcesem było zwycięstwo w 1996 w Pucharze Hazfi.
Amir Ghalenoei w 1993 zadebiutował w reprezentacji Iranu. Ostatni mecz rozegrał w 1996 i w tym czasie zapisał na swoim koncie 13 meczów w drużynie narodowej. Nie strzelił ani jednego gola.

### Sukcesy

#### Estelghal
- Zwycięstwo
  - Iran Premier Football League: 1989/1990
  - Azjatycka Liga Mistrzów: 1990
  - Liga Teheranu: 1991
  - Superpuchar Teheranu: 1994
  - Puchar Hazfi: 1996

## Kariera trenerska
Amir Ghalenoei na ławce trenerskiej debiutował jako szkoleniowiec drużyny Bargh Teheran. Potem był trenerem klubu Keszawarz Teheran. W 2002 pracował w drużynie Esteghlal Ahwaz. Od nowego roku szkolił zawodników zespołu Esteghlal Teheran. W sezonie 2005/2006 jego klub wywalczył tytuły mistrzowski, triumfując w rozgrywkach Pucharu Zatoki Perskiej. W 2006 Ghalenoei zasiadł na ławce trenerskiej reprezentacji Iranu. W 2007, jego drużyna podczas Pucharu Azji zajęła pierwsze miejsce w grupie, jednak w ćwierćfinale przegrała po rzutach karnych z Koreą Południową. Po tym turnieju Ghalenoei opuścił reprezentację i podjął pracę w klubie Mes Kerman. W 2008 powrócił do Esteghlalu Teheran i pomógł drużynie wywalczyć mistrzostwo Iraku w sezonie 2008/2009. W kolejnym sezonie podpisał kontrakt z drużyną Sepahan Isfahan, z którą także triumfował w lidze irańskiej, w sezonie 2009/2010.

### Sukcesy

#### Esteghlal Teheran
- Zwycięstwo
  - Puchar Zatoki Perskiej: 2005/2006, 2008/2009
- Drugie miejsce
  - Puchar Zatoki Perskiej: 2003/2004

### Sepahan
- Zwycięstwo
  - Puchar Zatoki Perskiej: 2009/2010